# 库尔特·利施卡
库尔特·保罗·维尔纳·利施卡（Kurt Paul Werner Lischka，1909年8月16日—1989年4月5日）是一位纳粹德国党卫队军官，在德国于二战期间占领法国时，他曾在巴黎担任盖世太保长官、安全警察以及黨衛隊保安處指挥官。
1945年，利施卡在法国被捕，之后被监禁，接着于1947年因战争罪行被引渡至捷克斯洛伐克，后于1950年8月22日获释。他后来定居在西德。尽管有一巴黎法院在其缺席情況下判处他终生监禁，但利施卡一度自由自在達25年。他在西德担任过包括法官在內的一些职务。
在法国律师、纳粹猎手塞尔日·克拉斯菲尔德及其妻子碧雅特·克拉斯菲尔德的努力下，利施卡最终在科隆被逮捕。1980年2月2日，利施卡被判处10年监禁。1985年，利施卡因健康原因提前获释，他最终于1989年4月5日死在布吕尔的一家养老院。